# تروس وان آلتن
تروس وان آلتن (هلندی: Truus van Aalten; زاده ۲ اوت ۱۹۱۰ – درگذشته ۲۷ ژوئن ۱۹۹۹) بازیگر سینما، و هنرپیشه اهل هلند بود.